# Tuscaloosa
Tuscaloosa är en stad i den amerikanska delstaten Alabama med en yta av 172,8 km² och en befolkning, som uppgår till cirka 99 600 invånare (2020). Av befolkningen är cirka 43 procent afroamerikanska.
Staden är belägen i den västra delen av delstaten cirka 150 km nordväst om huvudstaden Montgomery och cirka 70 km öster om gränsen mot Mississippi.